# Mapa złudzeń
Mapa złudzeń – amerykańska tragikomedia z 1997 roku.

## Główne role
- Douglas Spain – Carlos Amado
- Efrain Figueroa – Pepe Amato
- Kandeyce Jorden – Jennifer
- Martha Velez – Teresa Amato
- Lysa Flores – Maria Amato
- Annette Murphy – Letti
- Robin Thomas – Martin
- Vincent Chandler – Juancito Amato
- Al Vicente – Fred Marin

## Fabuła
Latynoscy chłopcy, którzy sprzedają mapy Beverly Hills z rezydencjami gwiazd Hollywoodu, w rzeczywistości są nieletnimi prostytutkami. Pracują dla Carlosa Amado. Jego syn tą samą drogą chce zostać aktorem. Pomaga mu w tym klientka, gwiazda serialu.